# 1940 v loďstvech
Tento článek obsahuje významné události v oblasti loďstev v roce 1940.

## Lodě vstoupivší do služby
- 1940  La Grandière – avízo třídy Bougainville

- 5. března –  USS Morris (DD-417) – torpédoborec třídy Sims

- 25. dubna –  USS Wasp (CV-7) – letadlová loď

- 24. srpna –  Bismarck – bitevní loď třídy Bismarck

- 11. listopadu –  USS Raven (AM-55) – minolovka třídy Raven

- 11. prosince –  HMS King George V – bitevní loď třídy King George V

- 16. prosince –  USS Osprey (AM-56) – minolovka třídy Raven